# Championnat de Sao Tomé-et-Principe de football 2015
Navigation
Édition précédente Édition suivante
La saison 2015 du Championnat de Sao Tomé-et-Principe de football est la 30e édition du championnat de première division nationale. La compétition se déroule de façon parallèle sur les deux îles (São Tomé et Principe) puis les deux premiers de chaque île s'affrontent lors de la finale nationale, disputée en matchs aller et retour. Il y a un système de promotion-relégation pour le championnat de São Tomé alors que sur Principe, les six clubs existants disputent chaque saison la compétition.
C'est le Sporting Clube da Praia Cruz, champion de São Tomé, qui remporte la compétition cette saison après avoir battu en finale le représentant de Principe, le Sporting Clube do Principe. C'est le septième titre de champion du Liberia de l'histoire du club, qui réalise le doublé en s'imposant également en finale de la Taça Nacional face au FC Porto Real.

## Participants
- Île de São Tomé :
  - Sporting Clube da Praia Cruz
  - Santana FC
  - UDRA
  - Vitória Riboque
  - Folha Fede
  - Caixão Grande
  - Aliança Nacional
  - UD Correia
  - FC Neves
  - Juba de Diogo Simão
- Île de Principe :
- Sporting Clube do Principe
- GD Os Operários
- UDAPB
- FC Porto Real
- GD Primeiro de Maio
- GD Sundy

## Compétition

### Classement
Le classement est établi sur le barème de points classique (victoire à 3 points, match nul à 1, défaite à 0). Pour départager les égalités, on tient d'abord compte de la différence de buts générale, puis du nombre de buts marqués, puis des confrontations directes.
| Rang | Équipe                        | Pts | J  | G  | N | P  | Bp | Bc | Diff |
| ---- | ----------------------------- | --- | -- | -- | - | -- | -- | -- | ---- |
| 1    | Sporting Clube da Praia CruzC | 35  | 18 | 10 | 5 | 3  | 29 | 14 | +15  |
| 2    | Santana FC                    | 28  | 18 | 7  | 7 | 4  | 19 | 19 | 0    |
| 3    | UDRAT                         | 28  | 18 | 7  | 7 | 4  | 29 | 20 | +9   |
| 4    | Vitória Riboque               | 27  | 18 | 7  | 6 | 5  | 24 | 22 | +2   |
| 5    | Folha FedeP                   | 27  | 18 | 7  | 6 | 5  | 30 | 15 | +15  |
| 6    | Caixão Grande                 | 26  | 18 | 7  | 5 | 6  | 22 | 17 | +5   |
| 7    | Aliança Nacional              | 24  | 18 | 6  | 6 | 6  | 22 | 28 | -6   |
| 8    | UD CorreiaP                   | 21  | 18 | 5  | 6 | 7  | 27 | 25 | +2   |
| 9    | FC Neves                      | 20  | 18 | 6  | 2 | 10 | 21 | 30 | -9   |
| 10   | Juba de Diogo Simão           | 7   | 18 | 1  | 4 | 13 | 8  | 41 | -33  |

| Rang | Équipe                     | Pts | J  | G  | N | P  | Bp | Bc | Diff |
| ---- | -------------------------- | --- | -- | -- | - | -- | -- | -- | ---- |
| 1    | Sporting Clube do Principe | 36  | 20 | 12 | 0 | 8  | 34 | 23 | +11  |
| 2    | GD Os Operários            | 33  | 20 | 9  | 6 | 5  | 25 | 20 | +5   |
| 3    | UDAPB                      | 31  | 20 | 8  | 7 | 5  | 27 | 28 | -1   |
| 4    | FC Porto Real              | 28  | 20 | 8  | 4 | 8  | 26 | 23 | +3   |
| 5    | GD Primeiro de Maio        | 21  | 20 | 6  | 3 | 11 | 31 | 37 | -6   |
| 6    | GD Sundy                   | 19  | 20 | 5  | 4 | 11 | 14 | 26 | -12  |

|  | Qualification pour la finale nationale                                             |
|  | Relégation directe en Segunda Divisão                                              |
|  | T : Tenant du titre C : Vainqueur de la Taça Nacional P : Promu de Segunda Divisão |

### Finale nationale
| Équipe 1                     | Résultat | Équipe 2                   | Aller | Retour |
| ---------------------------- | -------- | -------------------------- | ----- | ------ |
| Sporting Clube da Praia Cruz | 5 - 4    | Sporting Clube do Principe | 4 - 2 | 1 - 2  |

## Bilan de la saison
| Championnat de Sao Tomé-et-Principe de football 2015 |                                         |
| Champion                                             | Sporting Clube da Praia Cruz (7e titre) |
| Coupes et trophées                                   |                                         |
| Vainqueur de la Coupe de Sao Tomé-et-Principe 2015   | Sporting Clube da Praia Cruz            |
| Qualifications continentales                         |                                         |
| Ligue des champions de la CAF 2016                   | Sporting Clube da Praia Cruz            |
| Coupe de la confédération 2016                       | Aucun                                   |
| Promotions et relégations                            |                                         |
| Promus en Primeira Divisão de São Tomé               | Agrosport FC                            |
| Promus en Primeira Divisão de São Tomé               | Trindade FC                             |
| Promus en Primeira Divisão de São Tomé               | Inter Bom-Bom                           |
| Promus en Primeira Divisão de São Tomé               | Kê Morabeza                             |
| Relégués en Segunda Divisão de São Tomé              | FC Neves                                |
| Relégués en Segunda Divisão de São Tomé              | Juba de Diogo Simão                     |